# Arbres préhistoriques de Bükkábrány
Les arbres préhistoriques de Bükkábrány sont un groupe de 16 troncs d'arbres morts, datés de huit millions d’années, découverts le 31 juillet 2007 dans un état exceptionnel de conservation au fond d’une immense crevasse profonde de 60 m située dans la mine à ciel ouvert de lignite de Bükkábrány (comitat de Borsod-Abaúj-Zemplén) à 160 km au nord-est de Budapest, la capitale de la Hongrie.

## Présentation
D’abord considérés comme appartenant aux genres Taxodium ou Sequioxylon, les analyses anatomiques effectuées sur six des arbres ont permis de les identifier comme appartenant aux espèces Taxodioxylon germanicum et Glyptostroboxylon sp. La couche supérieure de charbon contenait aussi des cônes de Glyptostrobus, et des espèces d’Alnus (Aulne) et Ulmus (Orme) qui ont été décrites ailleurs dans la région à cette même époque géologique. 
La forêt dominée par les cyprès prospérait sur les rives de l’ancienne mer de Pannonie au Tortonien, une des époques de la période du Miocène, durant laquelle le continent européen était partiellement submergé par les eaux. Ces arbres devaient mesurer entre 30 et 40 m de hauteur, et devaient être âgés de 300 à 400 ans lorsqu’ils ont été recouverts probablement par une dune littorale, formée d’une épaisse couche de sable gris, lui-même surmonté d’une fine bande de sable jaune. C’est cette gangue naturelle, devenue du grès, qui les a protégés. Les troncs situés dans un petit périmètre de moins de 100 m2, d’une hauteur de 4 à 6 m, pour un diamètre de 1,5 à 3 m ont parfaitement conservé leur structure en bois : ils ne sont ni carbonisés, ni même fossilisés. La conservation est due à l’absence de bactéries dans cette couche de sable gris ; le bois original a été conservé, ce qui constitue tout l’intérêt de cette découverte.
Cette découverte a permis aux scientifiques d’étudier la flore et le climat du Miocène. Ces arbres constituent, pour eux, une importante mine d’informations sur la flore du Tortonien et sur l’histoire naturelle de la mer de Pannonie et du lac Pannonien, sur les rivages desquels prospéraient ces arbres. Grâce à la dendrochronologie — étude de la datation des changements climatiques par l’étude des anneaux de croissance des arbres — il est aujourd’hui possible de connaître en détail le climat durant dix à quinze siècles du Tortonien.
Leur état non-fossilisé rend les arbres très vulnérables aux conditions externes telles que l’air, le soleil, les intempéries et les micro-organismes (bactéries, champignons) qui abîment les troncs à vue d’œil en dégradant leur cellulose (« colle » des membranes des cellules du bois). Quatre arbres ont été transportés au Musée « Ottó Herman » à Miskolc. À terme, ils seront exposés dans une vitrine à température et hygrométrie basses et constantes, sous ultra-violets, dans le centre pour visiteurs d’Ipolytarnóc, au sein du parc national de Bükk. Le ministre hongrois de l’environnement, Gabor Fodor, a assuré que son gouvernement allait investir plusieurs millions d’euros dans la préservation des seize arbres du Miocène.
Sur les seize troncs d’arbres trouvés, six sont tombés en morceaux dès leur sortie à l’air libre en août 2007 malgré les précautions prises, et six sont visibles, dont cinq en extérieur, dans la réserve naturelle paléontologique (Ősmaradványok Természetvédelmi Terület) d’Ipolytarnóc après nettoyage à l’air comprimé et injection d’un produit résineux, et quatre sont exposés depuis 2013 au musée de la mer de Pannonie (Pannon-tenger Múzeum) de Miskolc après application de la même technique, mais à base d’un produit sucré remplaçant la cellulose, comme à la réserve archéologique de Biskupin en Pologne.

### Sources et bibliographie
- Maurin Picard: Une forêt du miocène en Hongrie – Le Figaro Online, 10 août 2007
- Ancient forest found in Hungary – BBC News Online, 12 août 2007